# 瓦勒湖畔诺伊马克特
瓦勒湖畔诺伊马克特是奥地利萨尔茨堡州萨尔茨堡城郊县的一个市镇。总面积36平方公里，总人口5786人，人口密度160.7人/平方公里（2011年）。